# 假江南双盖蕨
假江南双盖蕨（学名：Diplazium yaoshanense）也称假江南短肠蕨，为蹄盖蕨科双盖蕨属下的一个种。